# Tennistoernooi van Moskou 2018

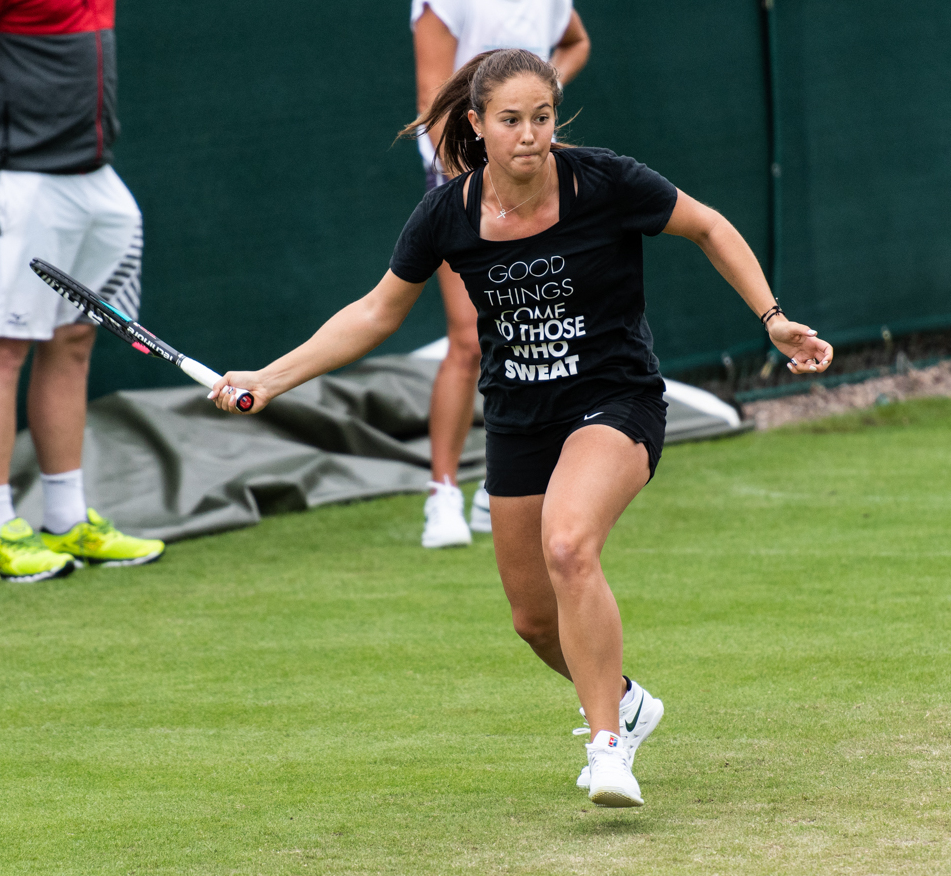
Darja Kasatkina, winnares bij de vrouwen

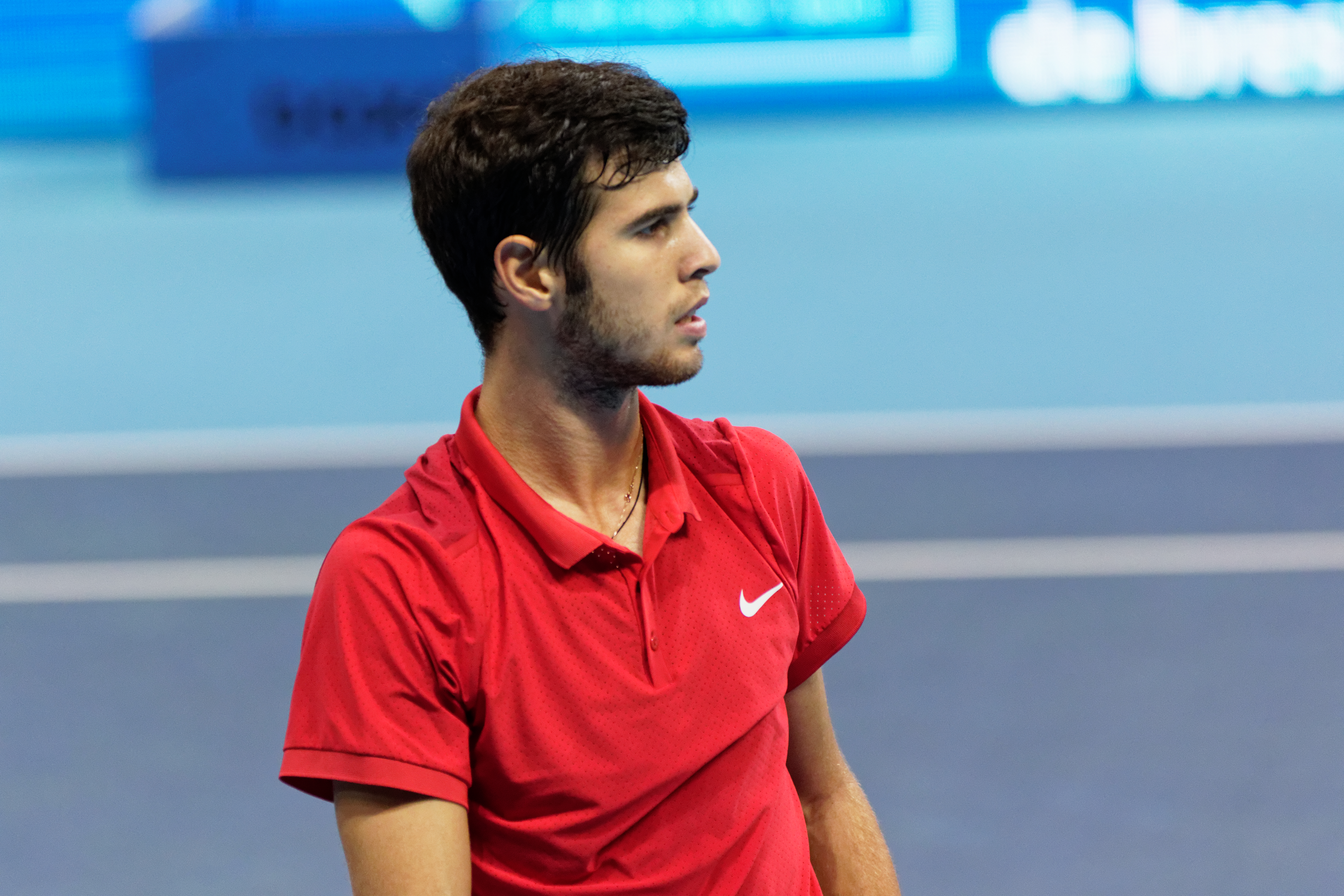
Karen Chatsjanov, winnaar bij de mannen

Het tennistoernooi van Moskou van 2018 werd van 15 tot en met 21 oktober 2018 gespeeld op de hardcourt-binnenbanen van het oude Olympisch stadion Olimpijskij in de Russische hoofdstad Moskou. Dit was de laatste keer dat het toernooi in dit stadion plaatsvond – in maart 2019 werd het gesloten, en in 2020 gesloopt. De officiële naam van het toernooi was Kremlin Cup.
Het toernooi bestond uit twee delen:
- WTA-toernooi van Moskou 2018, het toernooi voor de vrouwen
- ATP-toernooi van Moskou 2018, het toernooi voor de mannen

## Toernooikalender
| Moskou            | oktober 2018 | oktober 2018 | oktober 2018 | oktober 2018 | oktober 2018 | oktober 2018 | oktober 2018 | oktober 2018 |
| Moskou            | maa 15       | din 16       | woe 17       | woe 17       | don 18       | vrĳ 19       | zat 20       | zon 21       |
| ----------------- | ------------ | ------------ | ------------ | ------------ | ------------ | ------------ | ------------ | ------------ |
| vrouwenenkelspel  | 1e ronde     | 1e ronde     | 2e ronde     | 2e ronde     | kwartfinale  | halve finale | finale       |              |
| vrouwendubbelspel | 1e ronde     | 1e ronde     | 2e ronde     | 2e ronde     | halve finale | finale       |              |              |
| mannenenkelspel   | 1e ronde     | 1e ronde     | 1e ronde     | 2e ronde     | 2e ronde     | kwartfinale  | halve finale | finale       |
| mannendubbelspel  | 1e ronde     | 1e ronde     | 1e ronde     | 1e ronde     | 2e ronde     | halve finale |              | finale       |

ATP-toernooi van Moskou – WTA-toernooi van Moskou

1996 · 1997 · 1998 · 1999 · 2000 · 2001 · 2002 · 2003 · 2004 · 2005 · 2006 · 2007 · 2008 · 2009 · 2010 · 2011 · 2012 · 2013 · 2014 · 2015 · 2016 · 2017 · 2018 · 2019 · 2020 · 2021